# Distretto di Sindhudurg
Il distretto di Sindhudurg è un distretto del Maharashtra, in India, di 861 672 abitanti. È situato nella divisione del Konkan e il suo capoluogo è Sindhudurg Nagari.